# Hyalobathra primulina
Hyalobathra primulina là một loài bướm đêm trong họ Crambidae.